# Diego Molano Vega
Pour les articles homonymes, voir Molano.
Diego Molano Vega, né le 6 octobre 1967 à Tasco, est un homme politique colombien. Il a été Ministre des Technologies de l'information et des Communications entre 2010 et 2015 sous la présidence de Juan Manuel Santos.